# Rafik Habib
 Rafik Samuel Habib (* 1959 in al-Minya, Mittelägypten, Ägypten) ist ein ägyptischer, koptischer Sozialforscher, Autor und Politiker, der der Koptischen Evangelischen Kirche angehört.

## Leben
Habib wurde als Sohn eines Pastors der der Church of Scotland nahestehenden Koptischen Evangelischen Kirche geboren. Der Vater war in den Jahren von 1980 bis 1997 Vorsitzender der Vereinigung Evangelischer Kirchen Ägyptens. Habib schloss 1982 sein Studium der Psychologie an der Universität Kairo ab und wurde 1988 im gleichen Fach an der Kairoer Ain-Schams-Universität promoviert. Er ist im Vorstand der Hilfsorganisation Coptic Organization for Social Services (CEOSS). 
Nach seiner Promotion forschte und analysierte Habib die jeweiligen sozialen und politischen Entwicklungen in der ägyptischen Gesellschaft. Er kam deshalb bereits 1989 während seiner Forschungen in Kontakt mit den Muslimbrüdern. Im Juli 2011 wurde er als einziger Christ stellvertretender Vorsitzender der von der Muslimbrüderschaft gegründeten Freiheits- und Gerechtigkeitspartei Ägyptens. Er hat ebenso langjährige Beziehungen zu der seit dem Februar 2011 zugelassenen al-Wasat-Partei, der Partei der neuen Mitte.
Vom Patriarch von Alexandrien und Papst der koptischen Christen Schenuda III. wurde Habib als aufständischer Protestant bezeichnet. 
Während der Staatskrise in Ägypten 2013/2014 kündigte Habib an, sich aus der Politik zurückziehen zu wollen. Er gehörte zu den Personen, die dem ägyptischen Präsidenten Mohammed Mursi rieten, angesichts der Unruhen im Dezember 2012 von seinem Amt zurückzutreten.
Zu seinen Erkenntnissen in Bezug auf das Verhältnis zwischen Muslimen und Christen in seiner Heimat vor den Ereignissen des Arabischen Frühlings ist ein Beitrag von Meir Hatina in der Zeitschrift Middle Eastern Studies vom Januar 2006 (siehe unten) aufschlussreich.